# Думчева, Наталья Юрьевна
Наталья Юрьевна Думчева (род. 19 июня 1992 года, Москва) — российская волейболистка, диагональная нападающая. Чемпионка Кипра 2010 года.

## Биография
Наталья Юрьевна Думчева родилась 19 июня 1992 года в Москве. Её отец — известный советский легкоатлет Юрий Думчев. В 2009 году Наталья окончила школу № 739 в Москве, затем в 2013 году — университет Никосии.
Первый тренер — Ольга Гебешт. В 2005 году Наталья начала выступать за «СДЮСШОР-65». С 2006 по 2009 год выступала в составе молодёжной сборной России. В 2008 году перешла в «Луч».
В составе «Анортосиса» в 2010 году Наталья стала чемпионкой Кипра, а в 2011 году — серебряным призёром. В 2012 году выступала за итальянский клуб «Сала-Консилина».
В 2012—2013 годах играла за «Автодор-Метар», в 2013 году — за «Сахалин». В 2014—2015 годах выступала за «Фортуну». С 2015 по 2017 год играла за «Воронеж».
В июле 2017 года перешла в команду «Протон», в составе которой стала бронзовым призёром Кубка России 2017.
В 2019 году перешла в команду «Минчанка». Покинула команду в 2020 году по окончании сезона. Позже подписала контракт с «Заречье-Одинцово». В 2021 году перешла в швейцарский «Лугано». В 2022 году выступала за турецкий «Нилюфер Беледиеспор». С августа 2022 года — игрок «Спарты».

## Достижения

### С клубами
- Чемпионка Кипра 2010;
- Серебряный призёр чемпионата Кипра 2011;
- Бронзовый призёр Кубка России 2017.